# Uclesia zonalis
Uclesia zonalis är en tvåvingeart som beskrevs av Charles Howard Curran 1927. Uclesia zonalis ingår i släktet Uclesia och familjen parasitflugor. Inga underarter finns listade i Catalogue of Life.